# Marià Gonzalvo
Mariano Gonzalvo Falcón (* (22. März, 22. Juni oder 9. Juli) 1922 in Mollet del Vallès; † 7. April 2007 in Barcelona), besser bekannt als Marià Gonzalvo oder Gonzalvo III, war ein spanischer Fußballer.
Seine beiden älteren Brüder waren ebenfalls bekannte Fußballer. Juli Gonzalvo (* 1917), als Gonzalvo I bekannt, spielte für Espanyol Barcelona, während Josep Gonzalvo (* 1920; † 1978), Gonzalvo II genannt, ebenfalls für den FC Barcelona spielte und achtmaliger spanischer Nationalspieler war.

## Karriere
Der langjährige Kapitän des FC Barcelona bestritt zwischen 1940 und 1956 331 Spiele für den katalanischen Verein und schoss 56 Tore. Zwischenzeitlich war er an Real Saragossa (in der Saison 1941/42) und an UE Lleida (in der Saison 1955/56) ausgeliehen. Gonzalvo galt als einer der begabtesten Mittelfeldspieler der spanischen Liga in den 1940ern und frühen 1950ern. Mit Barça wurde Gonzalvo III fünf Mal spanischer Meister und drei Mal Pokalsieger.
Zwischen 1946 und 1954 spielte Marià Gonzalvo zudem sechzehnmal im spanischen Nationaltrikot (1 Tor). Sein erstes Länderspiel bestritt er am 23. Juni 1946 beim 0:1 gegen Irland. Ihm gelang in der Saison 1951/1952 als Spielführer mit den Katalanen das im spanischen Fußball einmalige Kunststück, fünf Titel in einer Spielzeit zu erringen. Die Mannschaft aus dieser Saison trägt heute noch den Beinamen Barça de les Cinc Copes (deutsch: Fünf-Pokale-Barça). Für die spanische Nationalmannschaft nahm er an der Fußball-Weltmeisterschaft 1950 zusammen mit seinem Bruder Josep teil.

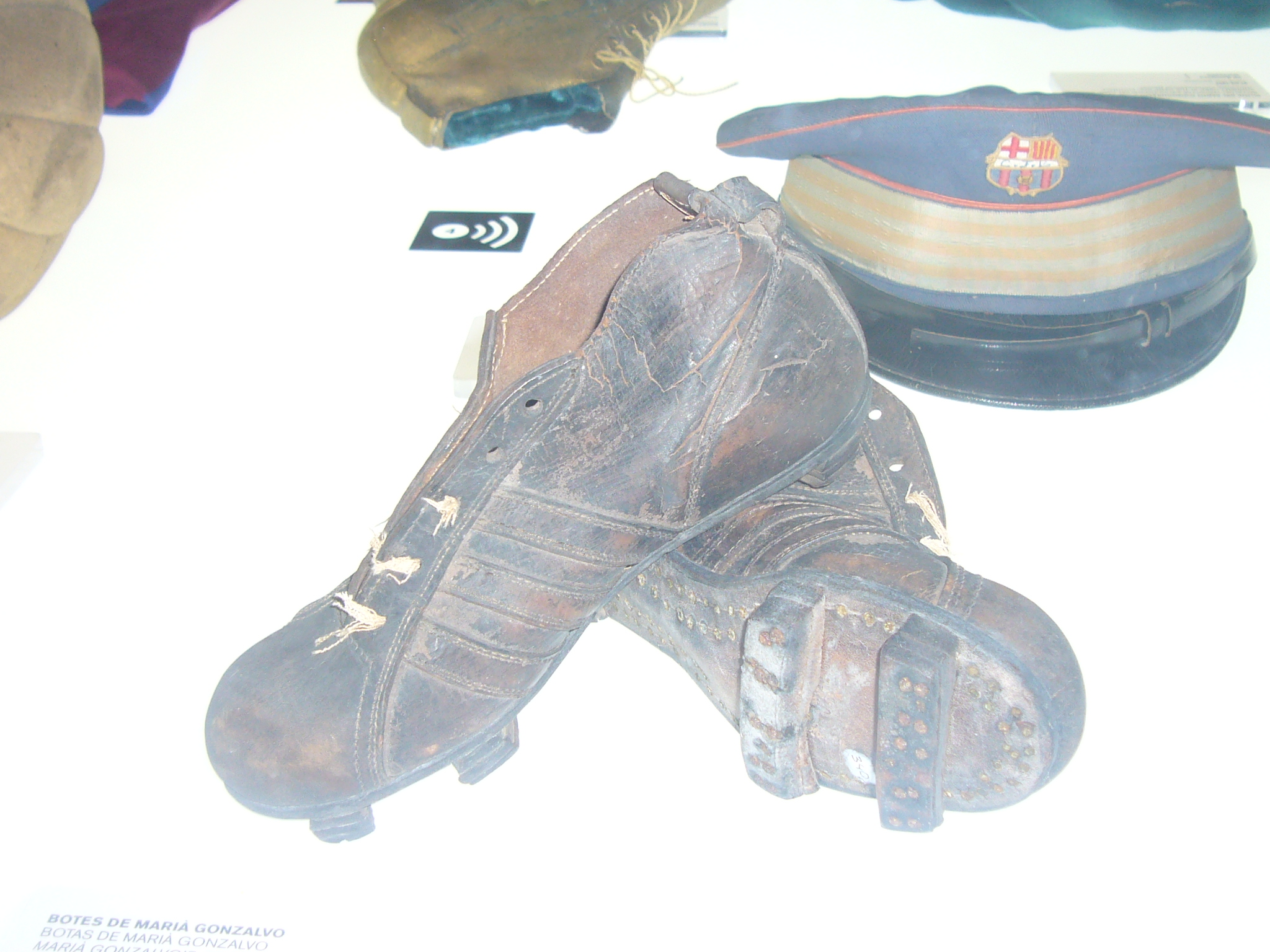
Nachbildung der Fußballschuhe von Gonzalvo im Museum vom FC Barcelona

## Erfolge
- Spanischer Meister: 1945, 1948, 1949, 1952, 1953
- Copa de S.E. El Generalísimo: 1951, 1952, 1953
- Copa Latina: 1949, 1952
- Copa de Oro Argentina: 1945
- Copa Eva Duarte: 1948, 1952, 1953
- Teilnahme an der WM 1950 (5 Einsätze)